# Toesikoppel

Animatie van een Toesipaar

Een Toesikoppel of Toesipaar is een paar cirkels waarvan de ene cirkel zonder glijden rolt binnenin een grotere cirkel met een tweemaal zo grote straal als de kleine. Elk punt op de omtrek van de kleine cirkel maakt daardoor een oscillerende beweging langs een middellijn van de grote cirkel. De door het punt beschreven middellijn is een speciaal geval van een hypocycloïde.
Het Toesipaar is genoemd naar de 13e-eeuwse Perzische astronoom en wiskundige Nasir al-Din al-Tusi, die het paar cirkels als eerste vermeldde in zijn in 1247 verschenen boek Tahrir al-Majisti (Commentaar op de Almagest) als beschrijving van de beweging van binnenplaneten.. Het paar cirkels 
is daarna uitgebreid gebruikt als vervanging voor de zo'n duizend jaar eerder ingevoerde equant in Ptolemaeus' Almagest. Overigens is de benaming 'Toesipaar' pas in 1966 door de Amerikaanse wetenschapshistoricus Edward Stewart Kennedy geïntroduceerd.

## Oorspronkelijk beschrijving

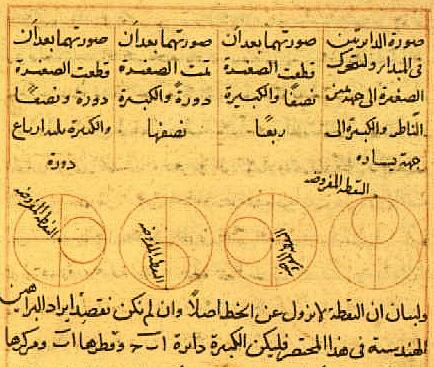
Originele beschrijving van het toesipaar

Tusi gaf de volgende beschrijving:
Als twee coplanaire cirkels, waarvan de diameter van de een gelijk is aan de helft van de diameter van de ander, zo genomen worden dat ze elkaar inwendig in een punt raken, en als een punt wordt beschouwd op de kleine cirkel - en laat het het raakpunt zijn - en als de twee cirkels bewegen met eenvoudige bewegingen in tegengestelde richting op een zodanige manier dat de beweging van de kleine [cirkel] twee keer die van de grote is, zodat de kleine twee omwentelingen volbrengt voor elke omwenteling van de grote, dan zal gezien worden dat het punt beweegt op de middellijn van de grote cirkel die aanvankelijk door het raakpunt ging, heen en weer gaand tussen de eindpunten.